# Vals (Arieja)
Vals és un municipi francès, situat a la regió d'Occitània, departament de l'Arieja.